# Donja Velika (Preseka)
Donja Velika is een plaats in de gemeente Preseka in de Kroatische provincie Zagreb. De plaats telt 68 inwoners (2001).